# Carlo Rubbia
Carlo Rubbia (Gorizia, 31 de março de 1934) é um físico italiano. É desde 11 de dezembro de 2013 senador vitalício em seu país por nomeação presidencial.

## Carreira
Recebeu o Nobel de Física de 1984, por contribuições fundamentais que levaram à descoberta dos bósons W e Z, mediadores da interação fraca. Desde 14 de dezembro de 1985 faz parte da Pontifícia Academia das Ciências.
Foi director do CERN- Organização Europeia para a Investigação Nuclear  entre Janeiro de 1989 e Dezembro de 1993. 
Atualmente seus esforços concentram-se no desenvolvimento de tecnologias para fontes de energia renováveis.

### Senador vitalício
Em 30 de agosto de 2013 foi nomeado pelo presidente Giorgio Napolitano senador vitalício, juntamente com Elena Cattaneo, Renzo Piano e Claudio Abbado.